# Jean Leullier
Jean Leullier, né le 26 novembre 1928 à Vincennes et mort le 14 juin 1999 à Magagnosc, quartier de Grasse, est un coureur cycliste français, en activité de 1950 à 1957,.

## Palmarès
- 1951
  - 14e étape de Route de France
  - 2e de Paris-Briare
- 1952
  - Paris-Rouen
- 1954
  - 2e du Grand Prix de Cannes
- 1955
  - 3e du Tour du Calvados
- 1956
  - 1re étape du Grand Prix cycliste de L'Humanité
  - 2e du Championnat de France de cyclisme sur route FSGT Hommes
- 1957
  - 3e du Grand Prix cycliste de L'Humanité